# مارتن توماس (مؤرخ)
مارتن توماس (بالإنجليزية: Martin Thomas)‏ هو مؤرخ بريطاني، ولد في 1964.